# Rogożówka

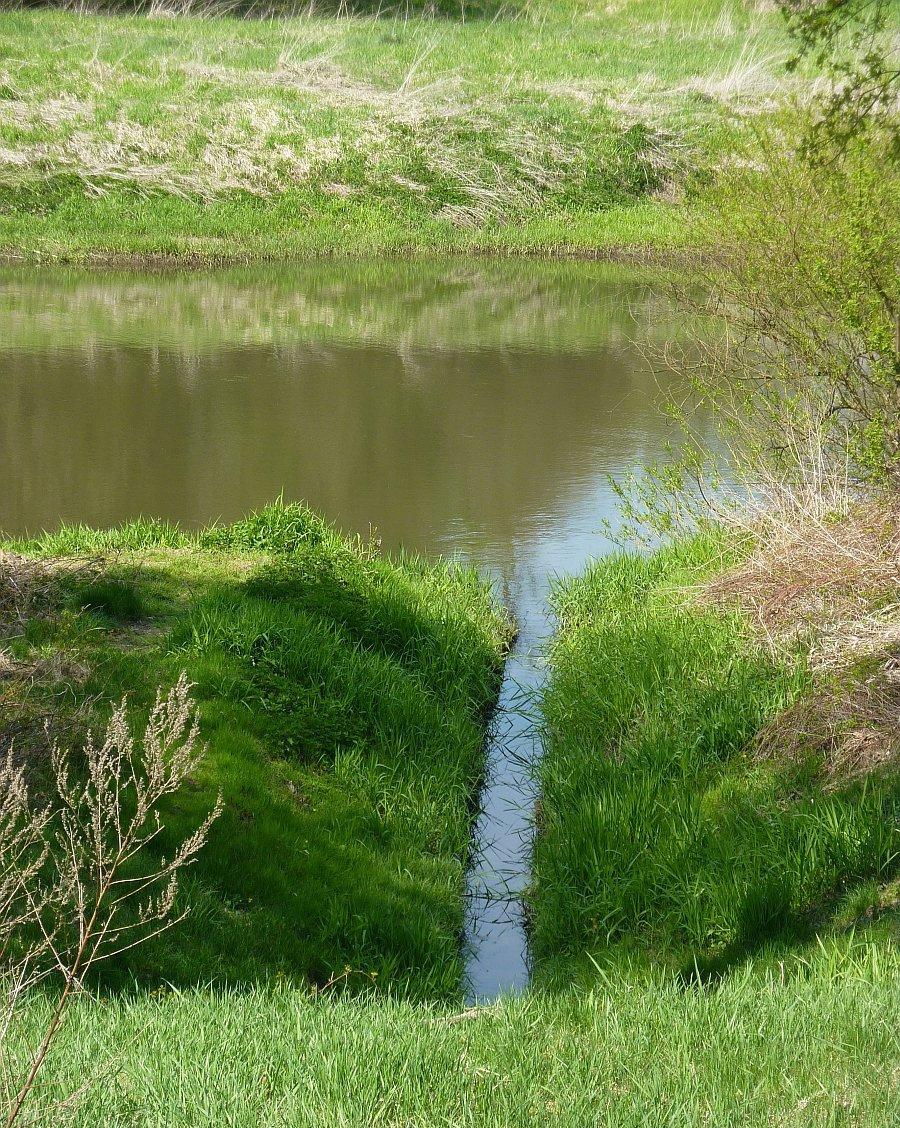
Ujście do rzeki Bystrzyca. Widok z wału przeciwpowodziowego

Rogożówka – strumień we Wrocławiu, prawostronny dopływ Bystrzycy, długości ok. 4,5 km. Wypływa z łąk na zachód od Maślic Wielkich (w okolicach ul. Królewieckiej i Narzędziowej), skąd kieruje się na północ przecinając ul. Maślicką, biegnie wzdłuż ul. Brodzkiej, a potem wzdłuż Karczemnej omijając od wschodu Pracze Odrzańskie, po czym przepływa przez stawy powstałe po odcięciu starorzecza Odry przez Groblę Pilczycko-Pracką, a następnie wpada do Bystrzycy w rejonie Szańca Pandurów w Nowej Karczmie, niespełna pół kilometra przed ujściem Bystrzycy do Odry.
Strumień ten do 1945 r. nosił nazwę Keul Graben.